# Tischtennis-Europameisterschaft 1976
Die 10. Tischtennis-Europameisterschaft fand vom 27. März bis 4. April 1976 in Prag statt. Spielstätte war der Fucic-Park, wo 26 der 32 Mitgliedsländer antraten. Mehr als 70.000 Zuschauer verfolgten die Wettkämpfe.
Mit Jacques Secrétin gewann erstmals ein Franzose die EM. Die Engländerin Jill Hammersley holte im Einzel und im Doppel Gold. Für Deutschland gab es zwei Bronzemedaillen, im Einzel durch Wiebke Hendriksen und im Doppel durch Monika Kneip/Agnes Simon.

## Austragungsmodus Mannschaften
Die Mannschaften spielten in zwei Leistungskategorien, Kategorie 1 und die niedrigere Kategorie 2. In jeder der beiden Kategorien spielten jeweils zwei Gruppen mit in der Regel mindestens sechs Teams im Modus Jeder gegen Jeden. Die beiden Tabellenersten und -zweiten aus Kategorie 1 spielten um die Plätze 1 bis 4, die Dritten und Vierten um die Plätze 5 bis 8 sowie die Fünften und Sechsten um die Plätze 9 bis 12. Analog spielten die beiden Tabellenersten und -zweiten aus Kategorie 2 um die Plätze 13 bis 16 usw.
In den Platzierungsspielen um Rang 1 bis 4 spielte der Erste aus Gruppe A gegen den Zweiten aus Gruppe B. Die Sieger kämpften um die Europameisterschaft, die Verlierer um Platz 3 und 4. Analog wurden die weiteren Plätze ausgespielt.
Rumänien war vorher in Gruppe A der Kategorie 1 zugeordnet worden. Da Rumänien seine Mannschaft zurückzog, startete diese Gruppe nur mit fünf Teams.
Die Mannschaftskämpfe bei den Damen wurden nach dem Corbillon-Cup-System durchgeführt: 2 Einzel, ein Doppel, 2 Einzel. Die Herren spielten nach dem Swaythling-Cup-System, das heißt maximal 9 Einzel und kein Doppel.
|       | Kategorie 1 | Kategorie 1 | Kategorie 2  | Kategorie 2 |
| Platz | Gruppe A    | Gruppe B    | Gruppe A     | Gruppe B    |
| ----- | ----------- | ----------- | ------------ | ----------- |
| 1.    | Schweden    | Jugoslawien | Dänemark     | Niederlande |
| 2.    | UdSSR       | Frankreich  | Griechenland | Italien     |
| 3.    | ČSSR        | Ungarn      | Wales        | Belgien     |
| 4.    | Deutschland | England     | Finnland     | Spanien     |
| 5.    | Bulgarien   | Polen       | Türkei       | Irland      |
| 6.    |             | Österreich  | Luxemburg    | Norwegen    |
| 7.    |             |             | Schottland   | Schweiz     |

|       | Kategorie 1 | Kategorie 1 | Kategorie 2 | Kategorie 2  |
| Platz | Gruppe A    | Gruppe B    | Gruppe A    | Gruppe B     |
| ----- | ----------- | ----------- | ----------- | ------------ |
| 1.    | England     | ČSSR        | Frankreich  | Griechenland |
| 2.    | UdSSR       | Jugoslawien | Belgien     | Schweiz      |
| 3.    | Rumänien    | Ungarn      | Schottland  | Dänemark     |
| 4.    | Schweden    | Deutschland | Österreich  | Spanien      |
| 5.    | Niederlande | Luxemburg   | Irland      | Norwegen     |
| 6.    | Polen       | Bulgarien   | Türkei      | Italien      |
| 7.    |             |             | Finnland    |              |

Aufstieg
1. 1 2 3 4  Aufsteiger

Abstieg
1. 1 2 3  Absteiger

## Abschneiden der Deutschen
Verantwortlicher Trainer war Christer Johansson.

### Herrenmannschaft
Deutschland startete in Kategorie 1 Gruppe A. Hier gewann die Mannschaft gegen Bulgarien mit 5:0 und verlor gegen die ČSSR mit 5:2, gegen Schweden mit 5:2, gegen die UdSSR mit 5:1. Damit belegte sie Platz 4 und spielte danach um die Plätze 5 bis 8.
Hier gewann sie Ungarn mit 5:1. Das anschließende Spiel um Platz 5 wurde gegen die ČSSR mit 3:5 verloren. Somit wurde Deutschland Sechster.

### Damenmannschaft
Die deutschen Damen waren in Gruppe B der 1. Kategorie eingeteilt. Nach Siegen über Luxemburg (3:0), Bulgarien (3:0) und die ČSSR (3:1) sowie Niederlagen gegen Ungarn (3:1) und Jugoslawien (3.1) belegten sie Platz vier. In den Spielen um die Plätze 5 bis 8 verloren sie gegen Rumänien und Ungarn jeweils mit 3:1. Damit kamen sie auf Platz 8.

### Herreneinzel
Jochen Leiß kam durch Freilos in die zweite Runde. Es folgten Siege über Istvan  Asztalos (Ungarn) und Jukka Ikonen (Finnland). Im Achtelfinale traf er auf den Schweden Stellan Bengtsson, über den er im entscheidenden fünften Satz mit 23:21 die Oberhand behielt. Im Viertelfinale unterlag er Anatoli Strokatow (UdSSR). Im Team bestritt er die meisten Spiele und erzielte ein Ergebnis von 9:6.
Peter Engel besiegte James Langan (Irland) und schied danach gegen Roger Lagerfeldt (Schweden) aus. Das Ergebnis mit der Mannschaft betrug 3:2.
Auch für Wilfried Lieck kam nach seinem Sieg über Damir Jurcic (Jugoslawien) in Runde 2 das Aus. Er verlor 1:3 gegen Jacques Secrétin (Frankreich). Mit 5:6 fiel seine Mannschaftsbilanz negativ aus.
Peter Stellwag erreichte nach einem Freilos und Siegen gegen Bagrat Burnazjan (UdSSR) und Zoran Kalinić (Jugoslawien) das Achtelfinale, wo er dem Schweden Kjell Johansson unterlag. Der Mannschaftswettbewerb endete negativ mit 1:7.
Genau so weit brachte es Ralf Wosik. Nachdem er gegen Camille Pütz (Luxemburg), Alan Griffiths (Wales) und Paolo Bargagli (Italien) gewonnen hatte scheiterte er an Milan Orlowski (ČSSR).

### Dameneinzel
Am erfolgreichsten war der Gewinn der Bronzemedaille durch Wiebke Hendriksen. Sie setzte sich gegen Grefberg (Finnland), Jana Dubinova (ČSSR), Yveline Lecler (Frankreich) und Elmira Antonyan (UdSSR) durch. Im Halbfinale unterlag sie der Rumänin Maria Alexandru im Zeitspiel. Platz 3 und 4 wurde nicht ausgespielt. Hendriksen spielte mit dem Team eine 7:3 Bilanz.
Monika Kneip musste zunächst in einer Qualifikationsrunde gegen Brigitte Gropper (Österreich) gewinnen, um dann in der Hauptrunde gegen Susanne Poulsen (Dänemark) mit 2:3 auszuscheiden.
Auch Kirsten Krüger überstand die Qualifikationsrunde gegen Eva Stromvall (Schweden). Danach verlor sie gegen Henriette Lotaller (Ungarn). Den Mannschaftswettbewerb beendete sie mit einer 1:3-Bilanz.
Ursula Hirschmüller besiegte Pilar Lupon (Spanien) und unterlag in Runde 2 der Schwedin Ann-Christin Hellman. Im Mannschaftswettbewerb erzielte sie ein 3:3 Ergebnis.
Die Nominierung von Agnes Simon war im Vorfeld umstritten. Zunächst wollte Bundestrainer Christer Johansson die damals 40-Jährige nicht berücksichtigen, da er langfristig mit jüngeren Spielerinnen plante. Simon überzeugte aber durch gute Leistungen, insbesondere dem Gewinn der nationalen deutschen Meisterschaft. Daher wurde sie doch noch für die Individualwettbewerbe gemeldet. In der Qualifikationsrunde gewann sie gegen Beatrice Luterbacher (Schweiz), danach gegen die Österreicherin Dolores Fetter. In der 2. Runde unterlag sie der Engländerin Jill Hammersley mit 0:3.

### Herrendoppel
Lieck/Stellwag schieden in der ersten Runde gegen die Engländer Nicky Jarvis/Paul Day aus.
Leiß/Engel erreichten durch Siege über Bernard Chatton/Beck (Schweiz) und Schlüter/Rudolf Weinmann (Österreich) sowie kampflos gegen Milivoj Karakašević/Zoran Kosanović (Jugoslawien) das Viertelfinale, wo sie Orlowski/Kunz (ČSSR) unterlagen.
Das internationale Doppel Wosik/Andrew Barden (GER/ENG) kam gegen Sana/Ramon Junyent (Spanien) und James Langan/Thomas Caffrey (Irland) zwei Runden weiter, ehe es gegen die Jugoslawen Šurbek/Stipančić im Achtelfinale ausschied.

### Damendoppel
Das erfolgreichste Doppel war Kneip/Simon mit dem Gewinn von Bronze. Es musste zunächst in der Qualifikationsrunde gegen Lidia Zaharia/Liana Mihuț (Rumänien) antreten. Dem 3:1-Sieg folgten Gewinne gegen Emilia Neikova/Trendafilova (Bulgarien), Karen Senior/Anne Leonard (Irland) und Eržebet Palatinuš/Dubravka Fabri (Jugoslawien). Im Halbfinale unterlagen die Deutschen dem Doppel Alica Grofová/Jana Dubinová (ČSSR) mit 0:3.
Hirschmüller/Krüger überstanden die erste Runde gegen Pilar Lupon/Montserrat Sanahuja (Spanien) und verloren dann gegen Miloslava Zizkova/Ludmila Smidova (ČSSR).
Das internationale Doppel Hendriksen/Maria Alexandru (GER/ROM) schied in der ersten Runde gegen die Russinnen Tatjana Ferdman/Elmira Antonyan aus.

### Mixed
Im gemischten Doppel traten fünf deutsche Paare an, drei davon zunächst in der  Qualifikationsrunde.
Lieck/Hendriksen schafften es bis ins Viertelfinale. Sie schalteten Mitev/Emilia Neikova (Bulgarien), Zbigniew Fraczyk/Przygoda (Polen) und Miroslav Schenk/Ludmila Smidova (ČSSR) aus. Gegen Orlowski/Uhlíková (ČSSR) mussten sie sich mit 2:3 geschlagen geben.
Engel/Hirschmüller gewannen gegen Jaromir Zlamal/Miloslava Ziskova (ČSSR), verloren dann aber gegen Anatoli Strokatow/Tatjana Ferdman (UdSSR).
Leiß/Krüger überstanden als einziges deutsches Paar die Qualifikationsrunde durch einen Sieg über Rene Hatem/Yveline Lecler (Frankreich). In Runde 1 der Hauptrunde war jedoch Endstation, da sie den Jugoslawen Stipančić/Eržebet Palatinuš unterlagen.
Bereits in der Qualifikationsrunde scheiterten Stellwag/Simon gegen Jarvis/Hammersley und Wosik/Kneip gegen Jaromir Zlamal/Miloslava Ziskova (ČSSR).

## Deutsche Schiedsrichter
Folgende vier bundesdeutschen Schiedsrichter waren bei dieser EM aktiv:
- Hans Heckel (Nürnberg) – Teamchef der Schiedsrichter
- Rüdiger Angst (Musberg bei Stuttgart)
- Walter Egelhof (Gräfenhausen-Weiterstadt)
- Dieter Kempf (München)

Auch aus der DDR waren Schiedsrichter vertreten:
- Max Fromm (Magdeburg)
- Joachim Hengst (Dresden)
- Wolfgang Liebscher (Eisenhüttenstadt)
- Horst Schober (Zwickau)

## Wissenswertes
- Die Rumänin Maria Alexandru fiel durch unsportliches Verhalten auf. Als sie im Endspiel des Dameneinzels mit einer Entscheidung des Schiedsrichters nicht einverstanden war, unterbrach sie das Spiel und verließ die Box. Obwohl die Regeln ein solches Verhalten als Spielaufgabe werten wurde der Kampf fortgesetzt.[3]
- Auch der Russe Anatoli Strokatow verhielt sich unsportlich, als er während des Spiels regelwidrig sein Trikot wechselte.[4]
- 140 Schiedsrichter aus 11 Ländern waren im Einsatz.[5]
- Bis zu 8 kg Gewichtsverlust wurde bei den Aktiven gemessen.[1]
- Etwa 30 ehemalige Aktive mit einem Weltmeistertitel waren unter den Zuschauern. Organisiert wurde diese Zusammentreffen durch den Swaythling Club International.[1]

## Ergebnisse
| Wettbewerb        | Rang  | Sieger                                                                                              |
| ----------------- | ----- | --------------------------------------------------------------------------------------------------- |
| Mannschaft Herren | 1.    | Jugoslawien (Dragutin Šurbek, Antun Stipančić, Milivoj Karakašević, Zoran Kosanović, Damir Jurcic)  |
| Mannschaft Herren | 2.    | Schweden (Stellan Bengtsson, Kjell Johansson, Ulf Thorsell)                                         |
| Mannschaft Herren | 3.    | UdSSR (Stanislaw Gomoskow, Bagrat Burnazjan, Anatoli Strokatow, Sarkis Sarchajan)                   |
| Mannschaft Herren | 4.    | Frankreich (Jacques Secrétin, Patrick Birocheau, Christian Martin, Jean-Denis Constant, Rene Hatem) |
| Mannschaft Herren | 6.    | Deutschland (Peter Stellwag, Jochen Leiß, Wilfried Lieck, Peter Engel)                              |
| Mannschaft Herren | 11.   | Österreich (Franz Thallinger, Rudolf Weinmann, Heinz Schlüter, Günter Müller, Erich Amplatz)        |
| Mannschaft Herren | 26.   | Schweiz (Bernard Chatton, Marikus Frutschi, Thomas Busin, Beck)                                     |
| Mannschaft Damen  | 1.    | UdSSR (Soja Rudnowa, Elmira Antonyan, Tatjana Ferdman, Valentina Popovová)                          |
| Mannschaft Damen  | 2.    | England (Jill Hammersley, Linda Howard, Carole Knight)                                              |
| Mannschaft Damen  | 3.    | ČSSR (Blanka Šilhánová, Ilona Uhlíková, Miloslava Ziskova)                                          |
| Mannschaft Damen  | 4.    | Jugoslawien (Eržebet Palatinuš, Dubravka Fabri, Eva Jeler, Branka Batinić)                          |
| Mannschaft Damen  | 8.    | Deutschland (Wiebke Hendriksen, Kirsten Krüger, Ursula Hirschmüller)                                |
| Mannschaft Damen  | 16.   | Schweiz (Beatrice Luterbacher, Vreni Lehmann)                                                       |
| Mannschaft Damen  | 20.   | Österreich (Ingrid Wirnsberger, Dolores Fetter, Brigitte Gropper)                                   |
| Herren Einzel     | 1.    | Jacques Secrétin (FRA)                                                                              |
| Herren Einzel     | 2.    | Anatoli Strokatow (UdSSR)                                                                           |
| Herren Einzel     | 3.–4. | Milan Orlowski (ČSSR)                                                                               |
| Herren Einzel     | 3.–4. | Christian Martin (Fra)                                                                              |
| Damen Einzel      | 1.    | Jill Hammersley (ENG)                                                                               |
| Damen Einzel      | 2.    | Maria Alexandru (ROM)                                                                               |
| Damen Einzel      | 3.–4. | Wiebke Hendriksen (GER)                                                                             |
| Damen Einzel      | 3.–4. | Ann-Christin Hellman (SVE)                                                                          |
| Herren Doppel     | 1.    | Stellan Bengtsson/Kjell Johansson (SVE)                                                             |
| Herren Doppel     | 2.    | Milan Orlowski/Jaroslav Kunz (ČSSR)                                                                 |
| Herren Doppel     | 3.–4. | Dragutin Šurbek/Antun Stipančić (YUG)                                                               |
| Herren Doppel     | 3.–4. | Ingemar Wikström/Bela Frank (SVE/HUN)                                                               |
| Damen Doppel      | 1.    | Jill Hammersley/Linda Howard (ENG)                                                                  |
| Damen Doppel      | 2.    | Alica Grofová/Dana Dubinová (ČSSR)                                                                  |
| Damen Doppel      | 3.–4. | Monika Kneip/Agnes Simon (GER)                                                                      |
| Damen Doppel      | 3.–4. | Claude Bergeret/Brigitte Thiriet (FRA)                                                              |
| Mixed             | 1.    | Antun Stipančić/Eržebet Palatinuš (YUG)                                                             |
| Mixed             | 2.    | Milan Orlowski/Ilona Uhlíková (ČSSR)                                                                |
| Mixed             | 3.–4. | Jacques Secrétin/Claude Bergeret (FRA)                                                              |
| Mixed             | 3.–4. | Stanislaw Gomoskow/Soja Rudnowa (UdSSR)                                                             |